# NGC 7411
NGC 7411 ist eine Elliptische Galaxie vom Hubble-Typ E0 im Sternbild Pegasus am Nordsternhimmel. Sie ist schätzungsweise 314 Millionen Lichtjahre von der Milchstraße entfernt und hat einen Durchmesser von etwa 80.000 Lj.
Im selben Himmelsareal befinden sich u. a. die Galaxien NGC 7409 und NGC 7415.
Das Objekt wurde am 13. September 1863 von Albert Marth entdeckt.